# Aperle
Aperle (in greco antico: Ἀπέρλαι?, in latino Aperlae) era un'antica città costiera nella regione della Licia, situata presso l'odierna Sıcak İskelesi in Turchia.
Poco si sa sulla storia della città. Le più antiche monete della città risalgono al 5 ° secolo a.C. Ci sono riferimenti letterari solo dall'Impero Romano, quando Aperle apparteva alla provincia di Licia e Panfilia e fu associata alle città vicine di Apollonia, Isinda e Simena in una sympoliteia. Nel 141/142 d.C., la città subì danni da un grave terremoto e ricevette sostegno nella ricostruzione da Opramoas di Rodiapoli. Intorno all'anno 240 Aperle coniava nuovamente le sue monete.
Nella tarda antichità, la città divenne la sede di un vescovo; L'attuale vescovato titolare cattolico romano di Aperle deriva dalla diocesi.
Della città sono conservate le mura del periodo imperiale, due antiche chiese bizantine e una necropoli a est del sito.